# Daniel Visentin
Pour les articles homonymes, voir Visentin.
Daniel Visentin a été président du Toulouse Football Club de 1981 à décembre 1985. Il était chef d'entreprise dans  la construction immobilière. Sous sa direction, le TFC a mené une politique ambitieuse, se hissant de la deuxième division jusqu'au plus haut niveau du football français.  Il fut l'artisan de la remontée de 1982 et du renouveau du football à Toulouse avec quelques gros transferts : Alberto Marcico, Alberto Tarantini, Christian Lopez entre autres. Sa politique fut payante sur le plan sportif mais assez risquée sur le plan financier. Son mandat fut controversé mais il sut construire la seule équipe du TFC qui resta dans les mémoires.  Il est décédé en février 2001. 